# Gynoplistia violacea
Gynoplistia violacea är en tvåvingeart. Gynoplistia violacea ingår i släktet Gynoplistia och familjen småharkrankar.

## Underarter
Arten delas in i följande underarter:
- G. v. persimilis
- G. v. violacea